# Ултургашев, Алексей Леонтьевич
Алексей Леонтьевич Ултургашев (8 августа 1955, с. Усть-Чуль, Аскизский район, Хакасская автономная область — 23 октября 2020, Абакан) — живописец, член Союза художников России (с 1995 года). Заслуженный деятель искусств Республики Хакасия.

## Биография
В 1974 году окончил Аскизскую среднюю школу. После службы в армии — учёба в Красноярском художественном училище имени В. И. Сурикова. Затем работал в клубе села Бея художником-оформителем.
В 1985 году поступил в Ленинградское высшее художественно-промышленное училище им. В. И. Мухиной на факультет «Интерьер и оборудование».
С 1990 года работал в Абаканских художественных мастерских. В его творчестве получили развитие темы: наскальное искусство, традиционная религия — шаманизм, хакасская мифология, которые требовали не только владения техникой живописи и рисунка, но и глубоких знаний истории, фольклора и философии.
Персональные выставки прошли в Абакане, Красноярске, Новокузнецке, Москве, Иркутске, Томске, а также в Париже, Лондоне, Нью-Йорке, Стамбуле, Баку. Работы А. Л. Ултургашева хранятся в Новокузнецком художественном музее, Хакасском национальном краеведческом музее, Минусинском краеведческом музее, Абаканской городской галерее, в Международной организации ТЮРКСОЙ (Турция) и частных собраниях.
Заслуженный деятель искусств Республики Хакасия. Лауреат Международной Премии ТЮРКСОЙ в области изобразительного искусства, обладатель Гран-При конкурса «Золотая кисть».